# Ca Valentí
Ca Valentí, l'antiga Clínica Prats, és una casa amb elements barrocs i de les darreres tendències de Valls (Alt Camp) protegida com a Bé Cultural d'Interès Local.

## Descripció
L'edifici fa cantonada amb els carrers Santa Anna i de les Monges. És una casa senyorial que consta de planta baixa i dos pisos, amb una façana interessant i amb un petit pati interior. La planta baixa té elements de pedra a la porta amb una llinda d'arc mixtilini que té un escut heràldic al centre, a la cantonada fins al forjat del pis superior hi ha una finestres enraixades. Al primer pis hi ha dos balcons individuals i un altre corregut a la cantonada. Tots ells tenen bona volada, amb barana de forja, motllures de pedra i la part superior de les obertures és corba. Els balcons de la segona planta estan sota mateix de la cornisa perimetral de la façana i tenen un voladís mínim.
L'edifici es corona amb un petit voladís que el recorre en tot el seu perímetre. La façana és llisa, llevat de quatre obertures simples. El material emprat és la pedra arrebossada i pintada